# Liste der Kellergassen in Reisenberg
Die Liste der Kellergassen in Reisenberg führt die Kellergassen in der niederösterreichischen Gemeinde Reisenberg an.
| Foto |                 | Kellergasse             | Standort                | Beschreibung |
| ---- | --------------- | ----------------------- | ----------------------- | --- |
| ja   | Datei hochladen | Goldbergweg             | KG: Reisenberg Standort | Die Kellergasse ist eine einseitige Einzelkellergasse in Hanglage. Sie besteht aus 7 Gebäuden und hat eine Länge von 100 Metern. Die älteste Datierung geht auf das Jahr 1836 zurück.                                |
| ja   | Datei hochladen | Kellergasse/Weinbergweg | KG: Reisenberg Standort | Die Kellergasse ist ein beidseitiges Kellergassensystem an einer Geländekante und in Grabenlage. Sie besteht aus 27 Gebäuden und hat eine Länge von 300 Metern. Die älteste Datierung geht auf das Jahr 1724 zurück. |

| Foto:                    | Fotografie der Kellergasse (Gesamtheit). Klicken des Fotos erzeugt eine vergrößerte Ansicht. Daneben finden sich zwei Symbole: \| Weitere Bilder vorhanden \| Das Symbol bedeutet, dass weitere Fotos des Objekts verfügbar sind. Durch Klicken des Symbols werden sie angezeigt. \| \| Eigenes Foto hochladen \| Durch Klicken des Symbols können weitere Fotos des Objekts in das Medienarchiv Wikimedia Commons hochgeladen werden. \| |
| Name:                    | Bezeichnung der Kellergasse |
| Standort:                | Es ist die Katastralgemeinde (KG) angegeben. Durch Aufruf des Links Standort wird die Lage der Kellergasse in verschiedenen Kartenprojekten angezeigt. |
| Beschreibung             | Kurze Beschreibung der Kellergasse |
| Weitere Bilder vorhanden | Das Symbol bedeutet, dass weitere Fotos des Objekts verfügbar sind. Durch Klicken des Symbols werden sie angezeigt. |
| Eigenes Foto hochladen   | Durch Klicken des Symbols können weitere Fotos des Objekts in das Medienarchiv Wikimedia Commons hochgeladen werden. |